# Uniż
Uniż (ukr. Уніж) – wieś na Ukrainie w obwodzie iwanofrankiwskim rejonu horodeńskiego, nad Dniestrem.
W latach 1884–1887 wieś wchodziła w skład powiatu buczackiego.

## Dwór
- parterowy dwór wybudowany przed 1816 r. przez Horodyńskich[2] (według Władysława Przybysławskiego, Hordyńskich[3]).